# Tokio
Tokio of Tokyo is een van de 47 prefecturen of provincies van Japan. De naam 東京 wordt bij transcriptie volgens het gangbare Hepburnsysteem meestal gespeld als Tōkyō (uitspraak Japansⓘ) en betekent letterlijk: "Oostelijke hoofdstad". Officieel gebruikt men ook de naam 東京都, ofwel Tōkyō-to, en dat betekent metropool Tokio of prefectuur Tokio.
Alle 23 speciale wijken van Tokio worden als een aparte stad bestuurd en samen beslaan ze het gebied van de historische stad Tokio, ofwel 東京市, (Tōkyō-shi). Bij de volkstelling van 2020 had de stad 9,7 miljoen inwoners, de prefectuur Tokio had 14 miljoen inwoners.
De prefectuur Tokio vormt vervolgens het centrum van Groot-Tokio, een grootstedelijk gebied met 41,2 miljoen inwoners. Groot-Tokio was decennialang de grootste metropool van de wereld maar is inmiddels volgens meerdere instanties voorbij gestreefd door de zuid-Chinese stad Guangzhou.
Tokio is sinds 1868 de facto de hoofdstad van Japan. De stad wordt als hoofdstad beschouwd omdat de regering er zetelt en omdat het keizerlijk paleis er staat en de Japanse keizerlijke familie er domicilie houdt.

## Drie definities van Tokio
Voor veel westerlingen is het onbekend dat Tokio niet een stad is, maar een conglomeraat van steden. De stad Tokio (東京市, Tōkyō-shi) hield als bestuurlijke eenheid op te bestaan in 1943. Tokio heeft in het Westen drie verschillende definities, die in het Japans alle verschillende namen hebben.
1. De metropool Tokio of de prefectuur Tokio (東京都, Tōkyō-to), bevat naast de 23 speciale wijken, die elk het statuut van stad hebben, nog verschillende andere steden, gemeenten, dorpen en zelfs verschillende eilanden in de Grote Oceaan. In de prefectuur wonen bijna 13 miljoen mensen. Het bestaat uit de 23 centraal gelegen wijken van Tokio, 26 grote en 5 kleine steden en uit 8 dorpen. Ten zuiden van Tokio liggen nog de Ogasawara- en Izu-eilanden, die bestuurlijk gezien ook tot dit gebied behoren.
2. De 23 speciale wijken van Tokio (23 区, Nijūsan-ku) bevinden zich op het grondgebied van de voormalige stad Tokio (東京市, Tōkyō-shi). Zij vormen het kerngebied. Elke wijk vormt administratief gezien een eigen gemeente. Op 1 april 2000 verschafte het Japanse parlement hen het statuut van lokale publieke entiteiten (地方公共団体, chihō-kōkyō-dantai), een statuut dat gelijk is aan dat van een stad. Sindsdien noemen de wijken zichzelf in het Engels "stad" (City Shinjuku, Shibuya City) in plaats van wijk, hoewel de "ku" (区, oftewel wijk) in hun Japanse naam onveranderd is gebleven. In totaal wonen hier circa 9 miljoen mensen.
3. De agglomeratie-Tokio of Groot-Tokio (首都圏, Shuto-ken, Hoofdstedelijke regio), bestaat uit de Japanse prefecturen Chiba, Kanagawa, Saitama, en Tokio (hiertoe behoren ook de miljoenensteden Yokohama en Kawasaki). Groot-Tokio telt anno 2025 41.2 miljoen inwoners en was tientallen jarenlang de grootste metropool ter wereld. Inmiddels is het qua inwoneraantal voorbij gestreefd door de snelgroeiende Chinese metropolen Guangzhou (Kanton) en Shanghai.[4] Dit artikel handelt over Tokio zoals beschreven in definitie 1. Voor de andere definities, zie speciale wijken van Tokio respectievelijk Groot-Tokio.

De verschillende definities en het niet-bestaan van “de stad Tokio” zorgen in het buitenland vaak voor begripsverwarring.

## Geografie en bestuurlijke indelingen van Tokio
Het vasteland van Tokio ligt ten noordwesten van de baai van Tokio en meet ongeveer 90 km van het oosten tot het westen en 25 km van het noorden tot het zuiden. Tokio wordt begrensd door de prefecturen Chiba in het oosten, Yamanashi in het westen, Kanagawa in het zuiden en Saitama in het noorden. Het vasteland van Tokio wordt onderverdeeld in de 23 speciale wijken (特別区, tokubetsuku, letterlijk "speciale wijken", maar algemeen bekend onder de naam nijūsanku, "23 wijken ") in het oosten en de regio Tama (多摩地域) in het westen.
Daarnaast behoren ook twee eilandengroepen in de Stille Oceaan tot Tokio: de Izu-eilanden en de Bonin-eilanden, ook wel de Ogasawara-eilanden.
Volgens Japans recht wordt Tokio gedefinieerd als to (都), wat vertaald kan worden als "metropool". Het is de enige Japanse prefectuur die zo wordt genoemd. Het bestuur van de prefectuur verloopt hetzelfde als bij de andere Japanse prefecturen. Tokio wordt bestuurlijk ingedeeld in de 23 wijken van Tokio (特別区-ku), die tot 1943 de stad Tokio (東京市, Tōkyō-shi) vormden. Nadien werden ze aparte, autonome gemeenten, elk met een burgemeester en een gemeenteraad. Ze hebben het statuut van stad. Binnen de prefectuur bevinden zich verder nog 26 steden (市, shi), 5 gemeenten (町,chō of machi) en 8 dorpen (村, mura of son). Elk van deze gemeenten heeft een eigen bestuur.
Het bestuur van de metropool (Tokyo Metropolitan Government) is in handen van een verkozen gouverneur en een parlement. De gouverneur van Tokio (都知事, Tochiji), momenteel Yoichi Masuzoe, kan gezien worden als een "burgemeester" of een "gouverneur" van Tokio. Dit omdat de prefectuur Tokio sinds 1943 de bestuurlijke bevoegdheden heeft van een stad en een prefectuur. De bestuurlijke zetel van Tokio is het Tokyo Metropolitan Government Building in Shinjuku dat in 1991 door Kenzo Tange werd gebouwd. De gouverneur bestuurt samen met het parlement over het volledige grondgebied van Tokio, inclusief de meren, rivieren, dammen, boerderijen, de afgelegen eilanden en de nationale parken.
Tokio bestaat uit drie delen: de 23 wijken van Tokio, de regio Tama en de eilanden in de Stille Oceaan.

### 23 speciale wijken van Tokio
Tokio wordt in 23 speciale wijken verdeeld. Het aantal wijken is na de Tweede Wereldoorlog teruggebracht van 35 naar de huidige 23 wijken. De speciale wijken van Tokio, tokubetsu-ku, bevinden zich op het grondgebied van de voormalige stad Tokio 東京市, Tōkyō-shi. De stad Tokio werd op 1 juli 1943 met de prefectuur Tokio (東京府, Tōkyō-fu) samengevoegd tot de huidige 'metropool-prefectuur'. Als gevolg van deze fusie maken deze wijken, in tegenstelling tot de andere wijken in de steden van Japan, geen deel uit van een groter geheel, in casu een stad.

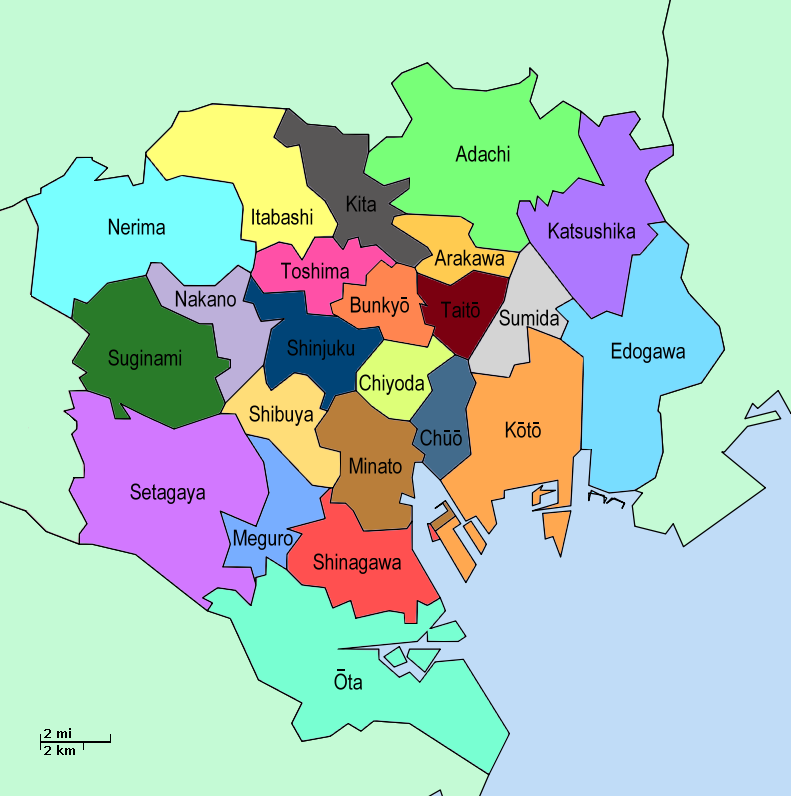
23 speciale wijken

Elke speciale wijk vormt bestuurlijk een eigen gemeente met een eigen verkozen burgemeester en gemeenteraad net zoals de andere steden in Japan. De speciale wijken verschillen van andere steden in het feit dat zij een unieke bestuurlijke relatie hebben met de prefectuur Tokio. Bepaalde gemeentelijke diensten zoals de waterleiding, het riool en brandweer, die normaal gesproken onder verantwoordelijkheid van het lokale stadsbestuur zouden vallen, worden uitgevoerd door de prefectuur Tokio. Hoewel ze nog steeds de ku in hun naam dragen, noemen ze zich sinds 1 april 2000 in het Engels officieel City: City Shinjuku, Shibuya City en niet langer zoals in het verleden speciale wijk.
1. Adachi
2. Arakawa
3. Bunkyo
4. Chiyoda
5. Chuo
6. Edogawa
7. Itabashi
8. Katsushika
9. Kita
10. Koto
11. Meguro
12. Minato
13. Nakano
14. Nerima
15. Ota
16. Setagaya
17. Shibuya
18. Shinagawa
19. Shinjuku
20. Suginami
21. Sumida
22. Toshima
23. Taito

### De regioTama

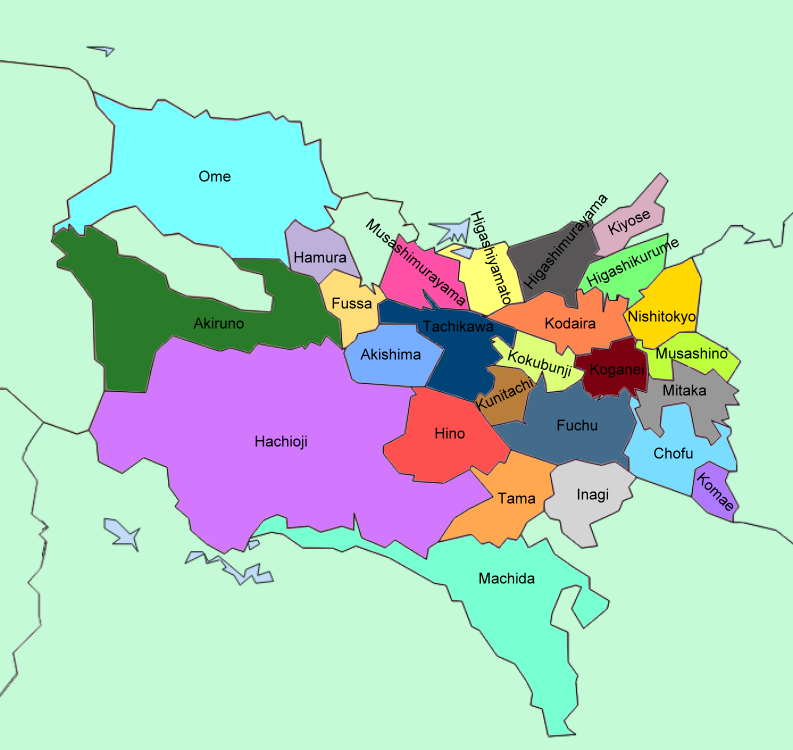
De regio Tama

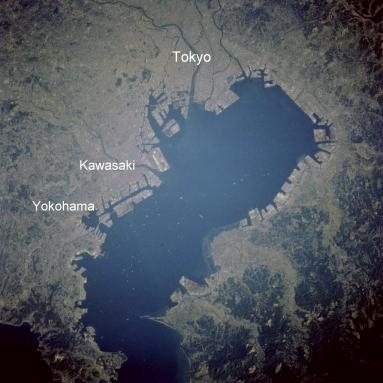
Baai van Tokio (bron: NASA)

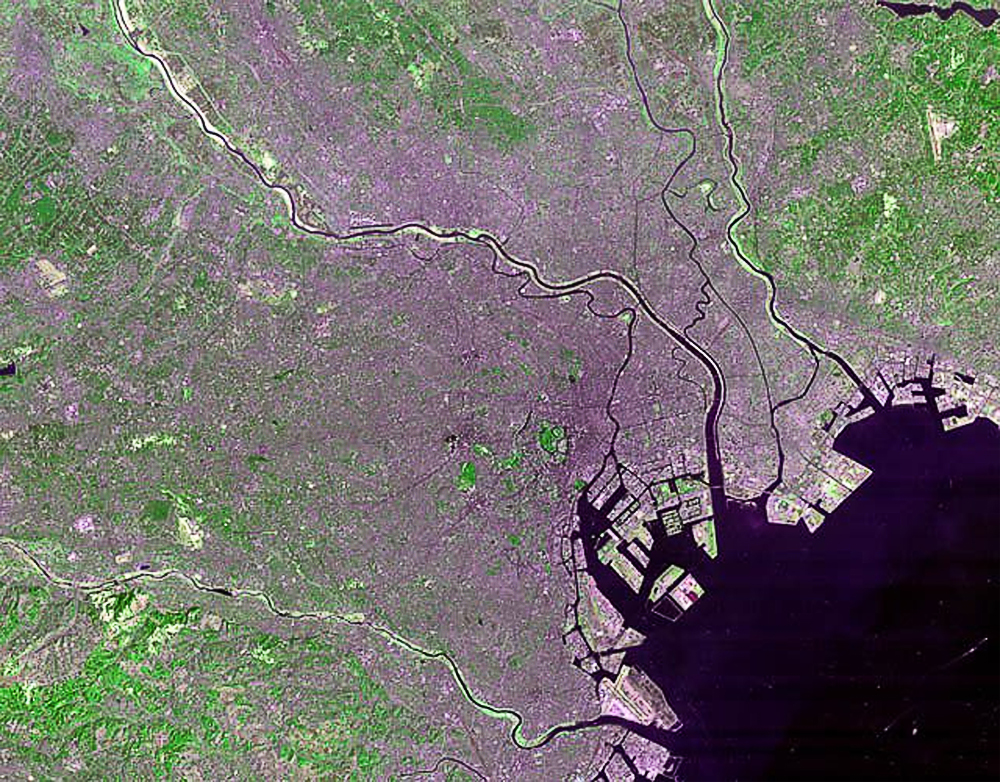
Tokio (bron:NASA)

Ten westen van de speciale wijken liggen steden, gemeenten en dorpen die dezelfde status hebben als de andere gemeenten binnen Japan. Deze dienen voornamelijk als slaapsteden voor de mensen die werken in Centraal-Tokio. Men noemt deze regio gezamenlijk de regio Tama of West-Tokio. De regio Tama heeft een oppervlakte van 1169,49 km² en een bevolking van ongeveer 4.128.111 inwoners. Op 1 mei 2008 bedroeg de bevolkingsdichtheid 3530 inw/km².

#### Zelfstandige steden (市) shi
Er zijn 26 steden in het westen van de prefectuur Tokio.
- Akiruno
- Akishima
- Chofu
- Fuchu
- Fussa
- Hachioji
- Hamura
- Higashikurume
- Higashimurayama
- Higashiyamato
- Hino
- Inagi
- Kiyose
- Kodaira
- Koganei
- Kokubunji
- Komae
- Kunitachi
- Machida
- Mitaka
- Musashimurayama
- Musashino
- Nishitokyo
- Ome
- Tachikawa
- Tama

De prefecturale overheid heeft de steden Hachiōji, Tachikawa, Machida, Ōme en Tama benoemd als regionale centra met de bedoeling verschillende stadsdiensten aan te bieden buiten Centraal-Tokio.

#### Gemeenten (郡 gun)
In het uiterste westen van de prefectuur bevindt zich slechts een district (gun): Nishitama. Het bevat de volgende gemeenten:
- Hinode
- Mizuho
- Okutama
- Hinohara

Het merendeel van dit district is bergachtig en ongeschikt voor bewoning. De hoogste berg van Tokio, de Kumotori (雲取山, Kumotoriyama) is 2017 meter. Andere belangrijke bergen in Tokio zijn de Takasu (1737 m), Odake (1266 m) en de Mitake (929 m). Het Okutamameer (奥多摩湖, Okutama-ko) op de Tamagawa vlak bij de prefectuur Yamanashi is het grootste meer van Tokio.

### De eilanden

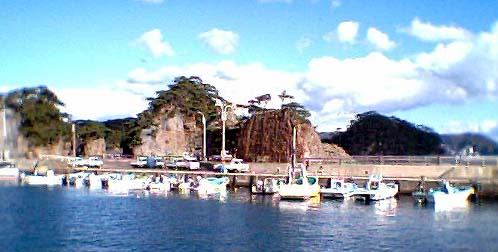
Shikinejima

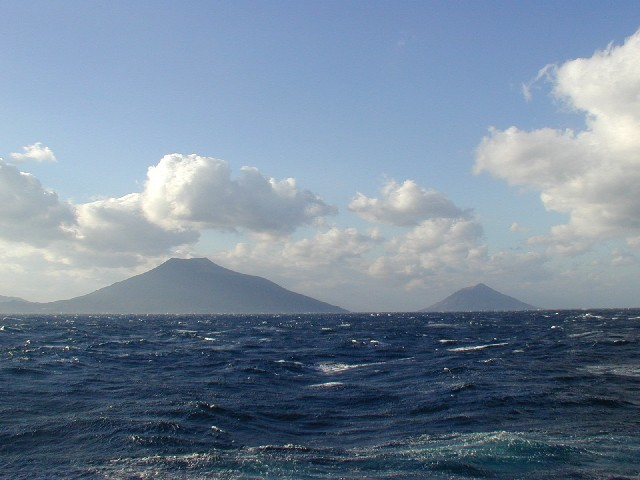
Het nationale park Fuji-Hakone-Izu

Tot Tokio behoort eveneens een aantal afgelegen eilanden. Het verste bevindt zich op 1850 km van Centraal-Tokio. Door deze afstand worden de eilanden bestuurd door subprefecturen.
De Izu-eilanden bestaan uit een groep van vulkanische eilanden en maken deel uit van het nationale park Fuji-Hakone-Izu. De Izu-eilanden bestaan uit (het dichtst bij Centraal-Tokio) Izu Ōshima, Toshima, Niijima, Shikinejima, Kozushima, Miyakejima, Mikurajima, Hachijojima en Aogashima. Izu Ōshima en Hachijojima hebben het statuut van gemeente. De andere eilanden hebben het statuut van dorpen. De eilanden Niijima en Shikinejima vormen samen een dorp.
De Ogasawara-eilanden bestaan van noord naar zuid uit Chichi-jima, Nishinoshima, Haha-jima, Kita Iwo Jima, Iwo Jima en Minami Iwo Jima. De subprefectuur Ogasawara is eveneens verantwoordelijk voor twee kleine afgelegen eilanden: Minami Torishima, het oostelijkste punt van Japan (1850 km van Centraal-Tokio) en Okino Torishima, het zuidelijkste punt van Japan. De Volksrepubliek China betwist dat dit laatste een eiland is en stelt dat het niet meer is dan enkele onbewoonde rotsen. De Iwo-eilanden en de kleine afgelegen eilanden hebben geen permanente bewoning. Er bevinden zich wel militairen van de Japanse Zelfverdedigingstroepen. De eilanden Chichi-jima en Haha-jima zijn wel bewoond. Zij vormen samen het dorp Ogasawara.
De eilanden hebben een totale oppervlakte van 406 km². De eilandbevolking neemt voortdurend af en op 1 september 2005 waren er 26000 inwoners. De bevolkingsdichtheid bedroeg 65 inw./km².

#### Subprefecturen (支庁 shichō )
Er zijn vier subprefecturen in de prefectuur Tokio. Deze bevinden zich alle op de Izu-eilanden en de Bonin-eilanden.
Indeling per subprefectuur:
- Subprefectuur Hachijo
  - Aogashima
  - Hachijo
- Subprefectuur Miyake
  - Mikurajima
  - Miyake
- Subprefectuur Ogasawara
  - Ogasawara
- Subprefectuur Oshima
  - Oshima
  - Toshima
  - Niijima
  - Kozushima

## Geschiedenis

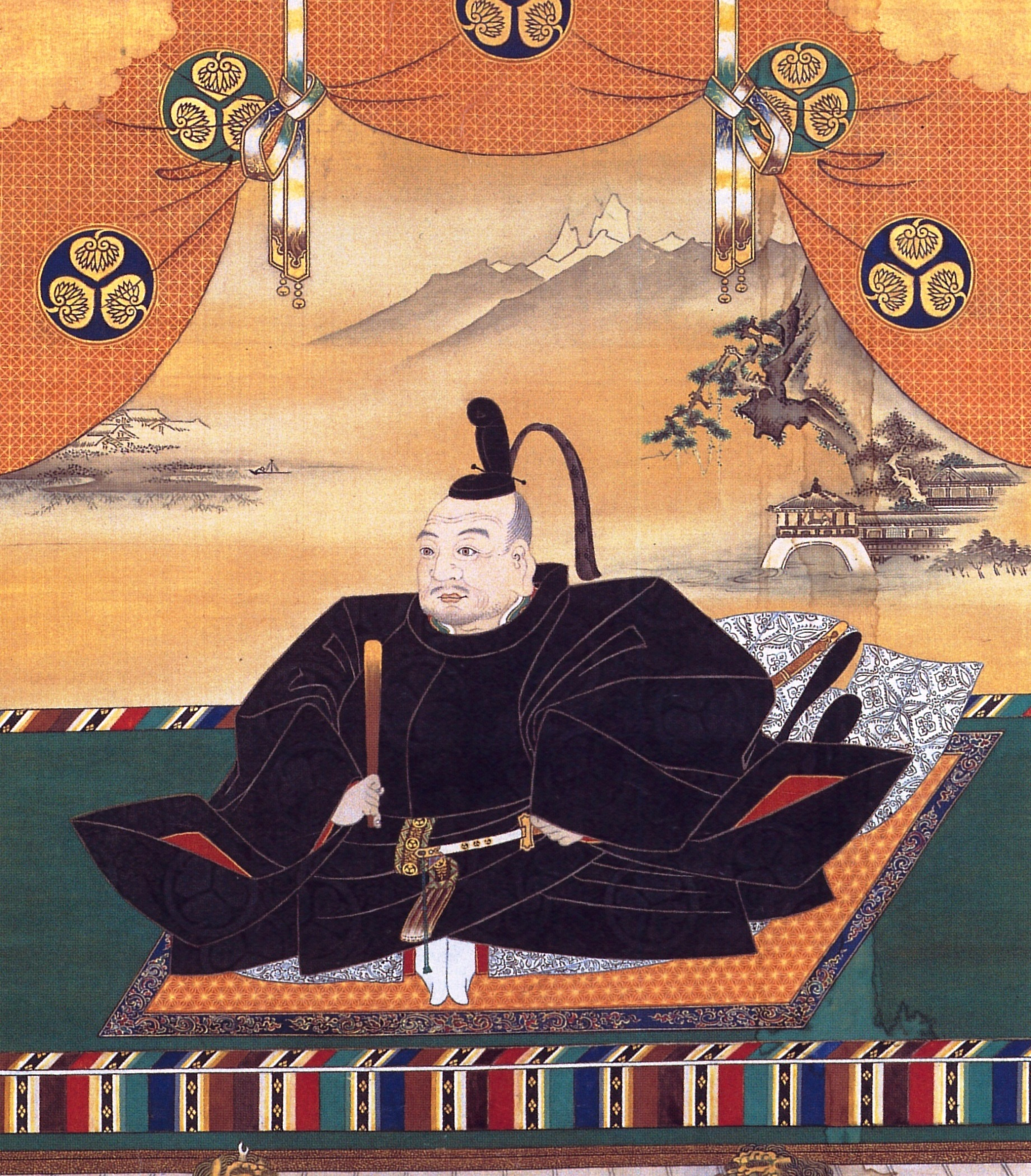
Tokugawa Ieyasu

Tokio heette aanvankelijk Edo. Dit vissersdorpje groeide uit tot de feitelijke hoofdstad van Japan toen de Tokugawa-familie in 1603 het shogunaat overnam. Het Sankin Kotai-systeem, wat inhield dat op elk moment ofwel een Daimyo, ofwel zijn familie in Tokio moest verblijven, had een grote invloed op de groei van Tokio. De officiële hoofdstad bleef Kyoto, waar de keizers resideerden. Die keizers waren slechts in naam staatshoofd, want de werkelijke macht berustte bij de Tokugawa-shoguns.
In 1868 werd de macht teruggegeven aan de Keizer, op dat moment keizer Meiji (zie eventueel ook Meiji-restauratie). Toen werd de naam ook veranderd van Edo naar Tokio en werd Tokio de hoofdstad van Japan.
In 1923 werd de stad getroffen door een zeer zware aardbeving, de Kanto-aardbeving met een kracht van 8,2 op de schaal van Richter. Door de daaropvolgende branden werd de stad nagenoeg geheel verwoest. Meer dan 140.000 inwoners kwamen om.
De wederopbouw na de aardbeving was nog lang niet voltooid toen Japan zich mengde in de Tweede Wereldoorlog. Vooral aan het eind van de oorlog werd Tokio zwaar gebombardeerd. De Amerikanen hadden het aanvankelijk voorzien op Japanse vliegtuigfabrieken. Met de komst van de B-29 bommenwerper, met het eiland Iwo Jima veroverd en met een nieuwe commandant Curtis LeMay veranderde de aanpak. LeMay was voorstander van "tapijtbombardementen" met napalmbommen. In de nacht van 10 maart 1945 liet hij een drie uur durend bombardement met laagvliegende bommenwerpers uitvoeren op de wijk Shitamachi waar 750.000 mensen woonden. Het totale aantal slachtoffers dat in de resulterende vuurstorm omkwam (schattingen variëren tussen 80.000 en 200.000) overtrof dat van de atoombommen op Hiroshima en Nagasaki. Toen de oorlog was afgelopen in 1945, was het aantal inwoners van Tokio gehalveerd ten opzichte van het begin van de oorlog in 1940. Hierna volgde de Amerikaanse bezetting en een snelle wederopbouw. De bewoners bouwden zo snel mogelijk hun eigen huizen weer op uit alle materiaal dat ze konden vinden. Daardoor heeft Tokio zijn originele stratenpatroon behouden. In 1961 bereikte Tokio als eerste stad ter wereld een inwonertal van tien miljoen.
In 1964 werden in Tokio de Olympische Zomerspelen gehouden, de eerste Olympische Spelen op Aziatische bodem. Oorspronkelijk zouden de Spelen in 1940 in Tokio worden gehouden, maar wegens de Tweede Wereldoorlog werden ze afgelast. Deze Spelen markeerden het einde van de wederopbouw, en waren een welkome aanleiding om de wereld het nieuwe gezicht van Japan te tonen.
Rond 1970 liep de vervuiling van Tokio uit de hand vanwege de grote bevolkingsdichtheid, het hoge energieverbruik en het grote aantal auto's. De groeiende welvaart had ook een keerzijde, en in 1976 werd de toentertijd strengste milieuwetgeving ter wereld ingevoerd om Tokio te redden van de ondergang. Inmiddels is de vulkaan Fuji alweer bijna 100 dagen per jaar zichtbaar vanaf de hoogste gebouwen.
Op 20 maart 1995 voerden leden van de Aum Shinrikyo-sekte een aanslag met het zenuwgas sarin uit in de metro van Tokio. Er vielen hierbij twaalf doden.
Ook worden de jaren 90 gekenmerkt door grootschalige stadsvernieuwing op initiatief van de overheid, onder andere in Odaiba, Shiodome en Marunouchi.

## Demografie
Op 1 oktober 2022 had Tokio ongeveer 14,041 miljoen inwoners. Hiervan woonden er 9,72 miljoen in de speciale wijken. Overdag groeit de bevolking met bijna 2,704 miljoen doordat werkkrachten en studenten zich naar het centrum begeven. Dit effect is zelfs nog meer uitgesproken in de drie centraal gelegen speciale wijken Chiyoda, Chūō en Minato. De gezamenlijke bevolking van deze drie speciale wijken bedroeg volgens de Nationale Census van 2022 496.000 inwoners tijdens de nacht maar 3,123 miljoen tijdens de dag. Het inwonertal van de volledige prefectuur bedroeg op 1 oktober 2007 12,79 miljoen inwoners (8,653 miljoen in de speciale wijken), met een toename van 3 miljoen tijdens de dag. Tokio heeft momenteel de hoogste bevolking in zijn geschiedenis. De 23 speciale wijken echter hadden een bevolkingsaantal van 8.893.094 in de census van 1965, terwijl het aantal inwoners tijdens de census van 1995 onder de 8 miljoen lag. Momenteel is er een trend om terug te keren naar de kernstad omwille van de gedaalde vastgoedprijzen.
In 2023 waren de meestvoorkomende buitenlandse nationaliteiten in Tokio Chinezen (213.767), Zuid-Koreanen (92.418), Vietnamees (36.227), Filipijnen (33.219), Amerikanen (18.508), Nepalees (27.290), Taiwanees (19.726), en Indiaas (12.130).
Volgens de census van 1889 telde de stad Tokio (東京市, Tōkyō-shi). 1.389.600 inwoners. Het was toen ook al de grootste Japanse stad van die tijd.

## Economie

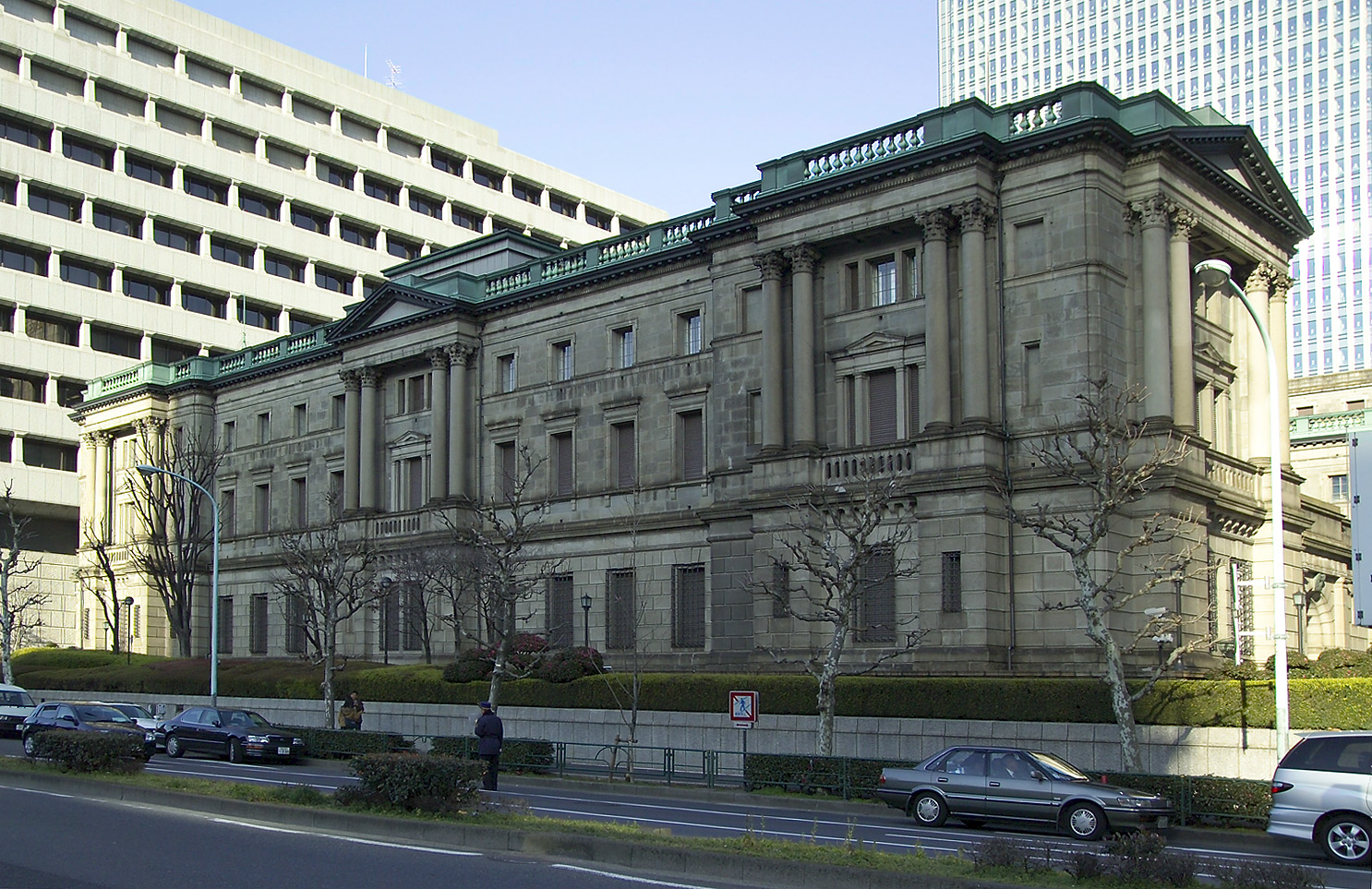
Bank van Japan

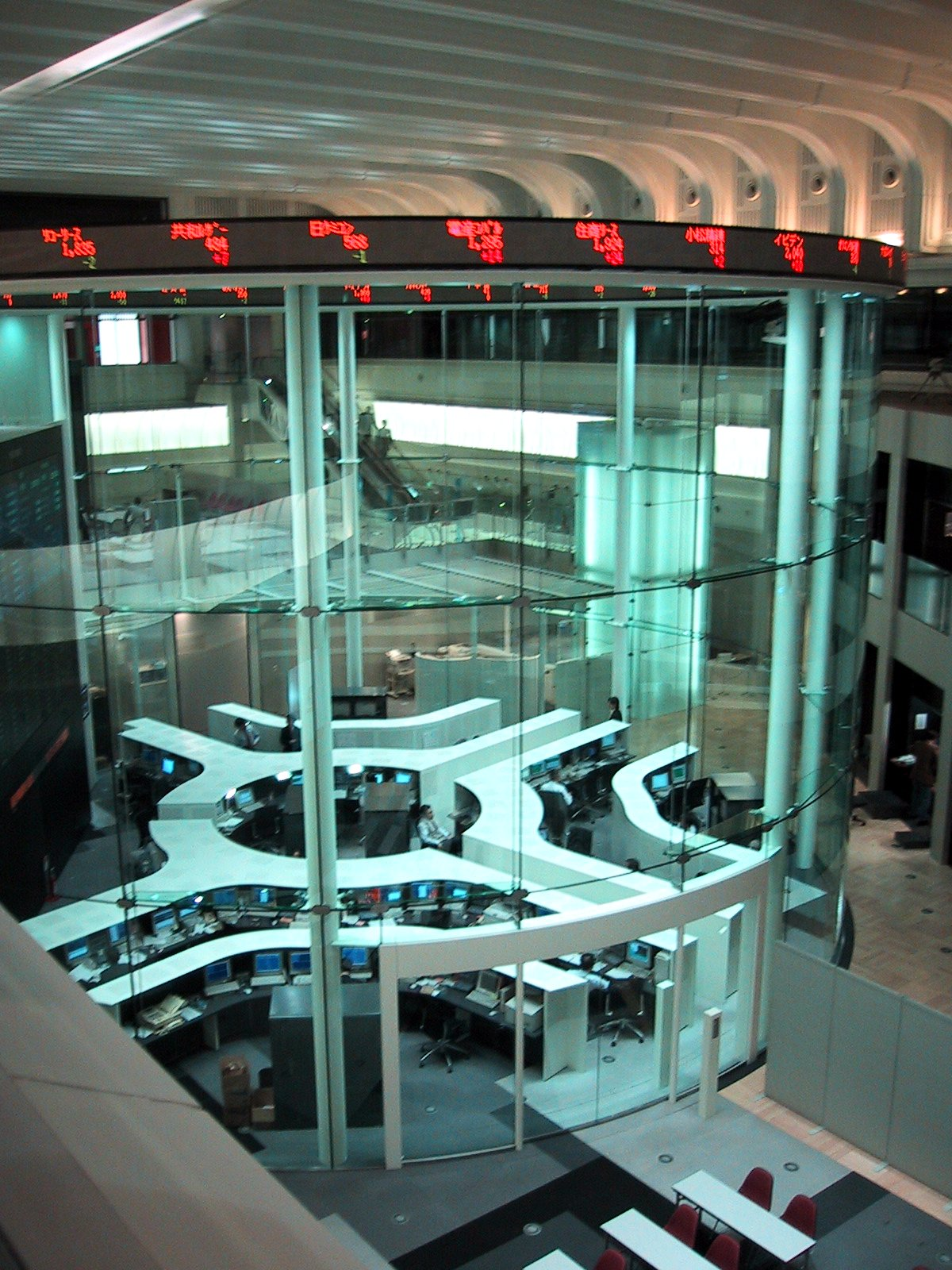
Tokyo Stock Exchange, de grootste en belangrijkste beurs in Azië

Tokio is een van de drie grote financiële centra in de wereld samen met New York en Londen. Tokio heeft de grootste hoofdstedelijke economie ter wereld. Volgens een studie die werd uitgevoerd door PricewaterhouseCoopers had het stedelijk gebied van Tokio (36 miljoen inwoners) een bruto binnenlands product van 1191 miljard US$ in 2005 (naar koopkrachtpariteit). In 2008 waren 47 bedrijven die in de Fortune Global 500 vermeld staan, gevestigd in Tokio. Dit is bijna het dubbele van Parijs, dat op de tweede plaats staat. Bij deze bedrijven zitten onder meer ‘s werelds grootste investeringsbanken en verzekeringsmaatschappijen. Tokio dient als een hub voor de Japanse transportsector. Tijdens de groei van de Japanse economie, na de Tweede Wereldoorlog, verhuisden verschillende bedrijven hun hoofdkwartieren van Osaka (het historische commerciële centrum) naar Tokio. Hun bedoeling was om zo betere toegang te hebben tot de overheid. Deze trend neemt geleidelijk af wegens de overbevolking in Tokio en de hoge kosten aldaar.
De Beurs van Tokio is de grootste effectenbeurs van Japan en de op een na grootste van de wereld gerekend naar marktkapitalisatie. In het jaar 1990, op het einde van de Japanse bubble economy, telde de beurs voor meer dan 60% van de beursmarktwaarde.
Het toerisme vormt eveneens een belangrijke bron van inkomsten voor Tokio.
Tokio beschikte in 2003 over 8460 ha landbouwgrond. Hiermee bekleedt Tokio volgens het Ministerie van Landbouw, Bosbouw en Visserij de laatste plaats van alle prefecturen. De landbouwgrond is geconcentreerd in West-Tokio. Bederfelijke producten zoals groenten, fruit en bloemen kunnen gemakkelijk getransporteerd worden naar de markten in het oosten van de prefectuur. Komatsuna (Japanse spinazie) en spinazie zijn de belangrijkste groenten.
36% van het grondgebied van Tokio is bedekt met bossen. De meest voorkomende bomen zijn de Japanse ceder en de Japanse cipres. Deze bomen zijn voornamelijk terug te vinden in de westelijke bergachtige gemeenten Akiruno, Ōme, Okutama, Hachiōji, Hinode en Hinohara.
De baai van Tokio was ooit belangrijk voor de visvangst. Tegenwoordig komt het grootste deel van de vis echter van de afgelegen eilanden Izu Ōshima en Hachijōjima. De belangrijkste producten van de visvangst zijn de skipjacktonijn, nori en aji.

## Verkeer

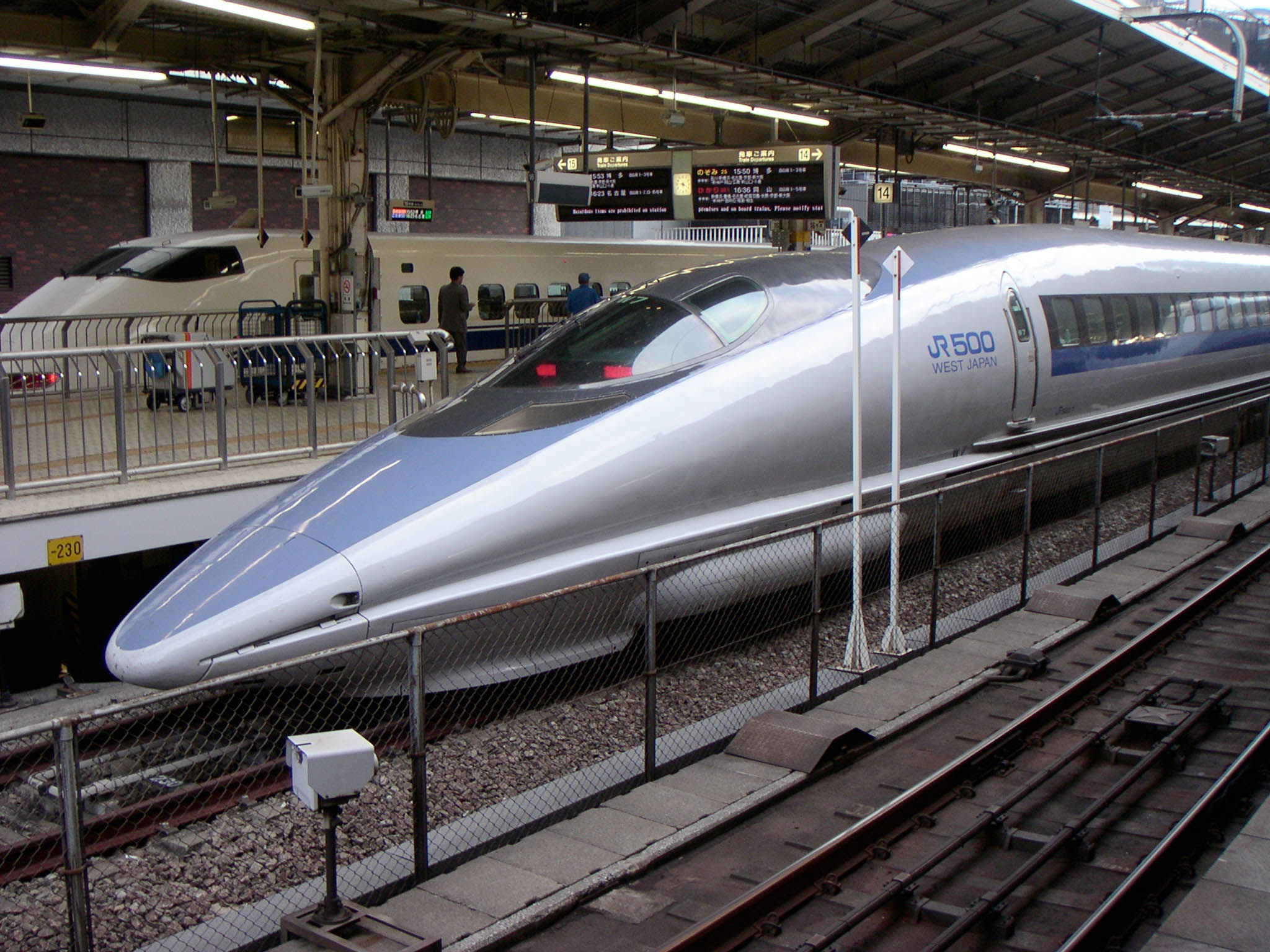
Shinkansen in het station Tokio

Tokio vormt als centrum van Groot-Tokio de grootste hub van Japan voor zowel binnenlands als buitenlands trein-, weg- en luchtverkeer. Het openbaar vervoer binnen Tokio bestaat uit een uitgebreid netwerk van efficiënte treinen en metro’s die uitgebaat worden door verschillende maatschappijen.
In Ōta, een van de speciale wijken, bevindt zich Luchthaven Haneda ("Tokyo International Airport "). De luchthaven wordt voornamelijk gebruikt voor binnenlandse vluchten. Buiten Tokio, bevindt zich de Luchthaven Narita, in de prefectuur Chiba. Deze luchthaven vormt de poort voor het internationale luchtverkeer.
Verschillende eilanden binnen Tokio beschikken over een eigen luchthaven. Hachijōjima (Luchthaven Hachijojima), Miyakejima (Luchthaven Miyakejima) en Izu Ōshima (Luchthaven Oshima) hebben een verbinding met Haneda en andere luchthavens.

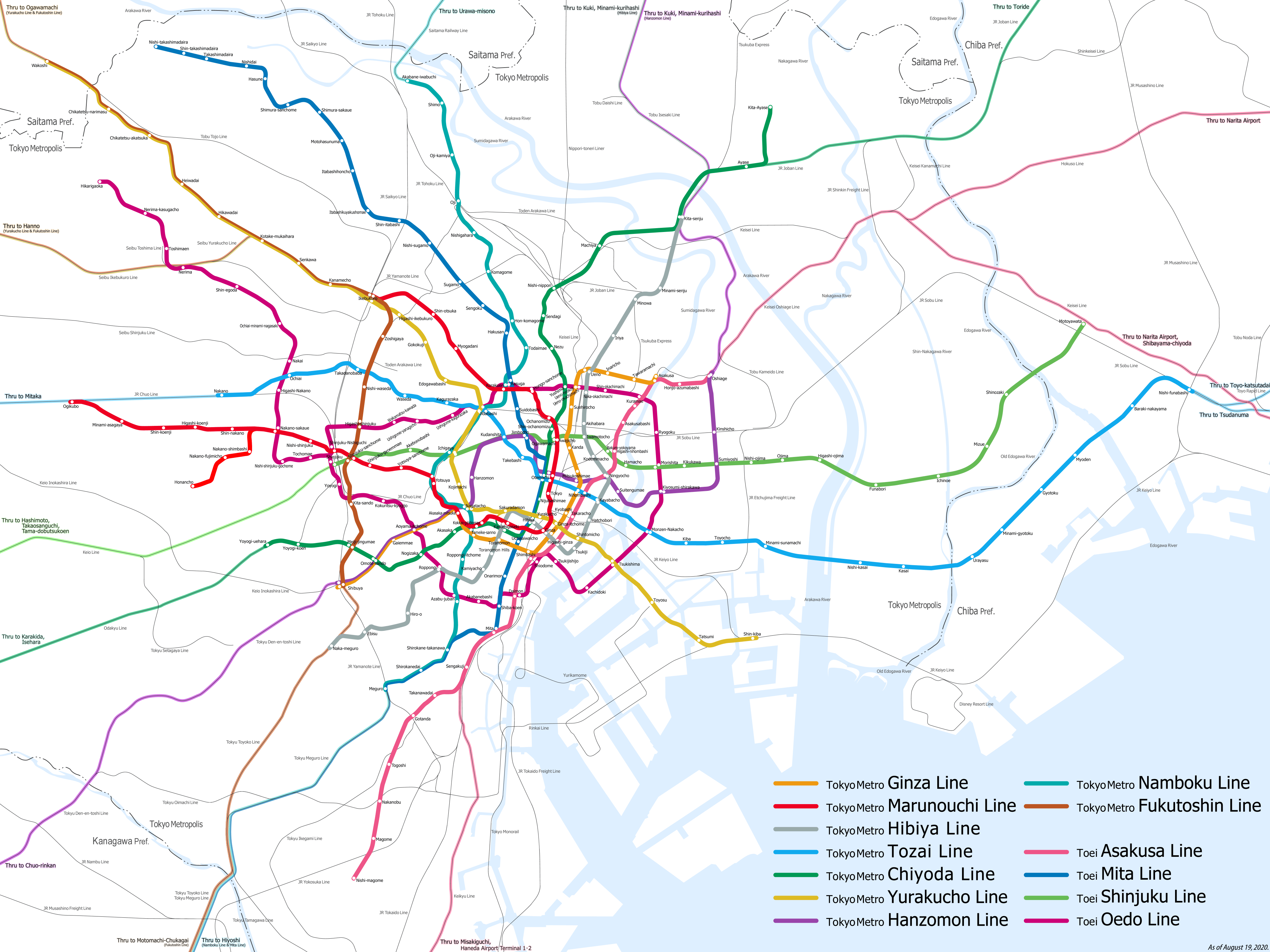
Kaart van het metronetwerk van Tokio

De trein vormt de ruggengraat van het publieke vervoer binnen Tokio. Tokio heeft het uitgebreidste trein- en metronetwerk van de wereld. JR East beheert het grootste netwerk, waaronder de Yamanote-ringlijn die rondom het centrum van Tokio loopt. Twee maatschappijen baten het metronetwerk uit: het privébedrijf Tokyo Metro en het overheidsbedrijf Toei.
Samen vormen ze de metro van Tokio die op basis van reizigersaantallen de grootste ter wereld is. Per dag stappen ruim 7 miljoen mensen in de metro, en nog miljoenen andere in (lokale) treinen. De prefecturale overheid en privémaatschappijen baten eveneens verschillende busroutes uit. Men heeft de keuze uit lokale, regionale en nationale diensten. De busterminals bevinden zich bij de grote stations zoals station Tokio en station Shinjuku.
Via de nationale autowegen wordt Tokio verbonden met de rest van het land. Daarnaast is Tokio het beginpunt van een internationale Aziatische weg die via Zuidoost-Azië naar Turkije loopt, de AH1.

## Waterproblematiek
Tokio staat, net als veel andere Aziatische steden, onder druk door wateroverlast. Dit uit zich in vier belangrijkste verschillende vormen: overstromingen, tsunami’s, zeespiegelstijging en liquefactie. Overstromingen zijn voornamelijk een probleem bij zware regenval, hierdoor kunnen de vele rivieren die Tokio rijk is overbelast raken. Ten tweede vormen Tsunami’s een groot risico voor de stad doordat Tokio langs 4 breuklijnen ligt in de Pacifische Oceaan. Dit feit zorgt ervoor dat Japan gemiddeld 1500 aardbevingen per jaar te verduren krijgt, met een kans op een tsunami als gevolg. Daarnaast vormt de stijgende zeespiegel een steeds groter gevaar voor Tokio. Op dit moment leven ongeveer 2 miljoen mensen onder de zeespiegel in de stad, en wanneer de zeespiegel blijft stijgen zal dit getal nog veel groter worden. Als laatste heeft Tokio te kampen met liquefaction: dit kan zich voordoen wanneer de grond, bestaande uit fijn zand, verzadigd is met water. Bij aardbevingen krijgt dit mengsel een vloeibare structuur, dit zorgt ervoor dat veel gebouwen en structuren ernstig wegzakken in de grond.
Tokio heeft verschillende adaptieve maatregelen gerealiseerd in de stad om de bovenstaande problemen tegen te gaan. De grootste en duurste maatregel is het Metropolitan Area Outer Underground Discharge Channel. Dit is een ondergrondse faciliteit om het overschot aan water vanuit de rivieren die door en langs de stad lopen op te slaan en om te leiden. Het project heeft 13 jaar geduurd om te voltooien, heeft 2 miljard dollar gekost en is daarmee ook de duurste van de gerealiseerde maatregelen. Een andere adaptieve maatregel tegen het stijgende waterniveau is het bouwen van super levees (dijken) rond de rivieren. Waar normale dijken enorm kwetsbaar zijn als ze overstromen, zijn super levees dat veel minder. De dijk loopt geleidelijk af, waardoor het water veel minder snelheid kan opbouwen. Ook deze maatregel is echter duur: om dit te realiseren moeten alle bewoners tijdelijk verhuizen omdat het gehele gebied opgehoogd moet worden. Als laatste probeert Tokio ook liquefaction tegen te gaan; dit gebeurt met verschillende geavanceerde afwateringstechnieken die ervoor zorgen dat de grond steviger en compacter wordt, en dat er minder grondwater aanwezig is in de probleemgebieden.

## Onderwijs

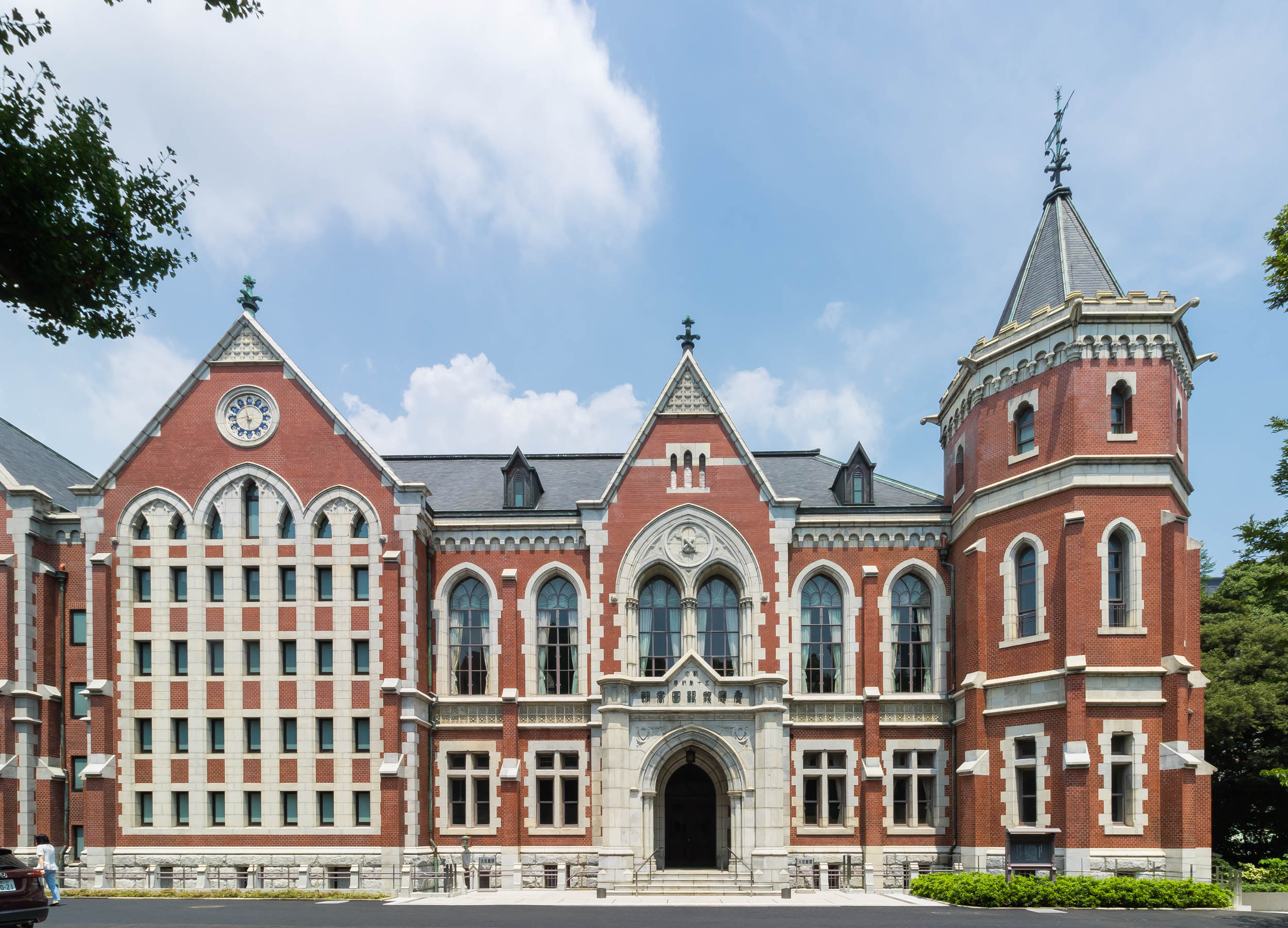
Keio-universiteit

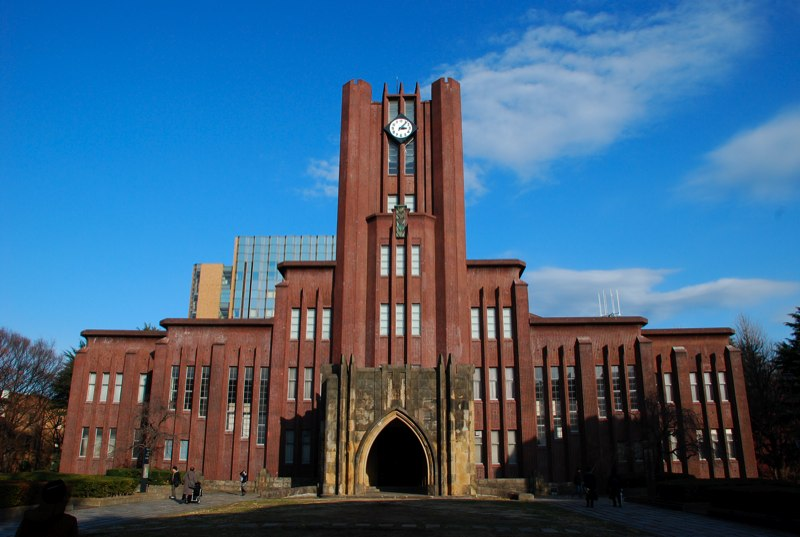
Universiteit van Tokio, het Yasuda-auditorium

Tokio beschikt over tal van universiteiten en beroepsscholen. Een aantal van de meer prestigieuze Japanse universiteiten bevindt zich in Tokio, waaronder de Universiteit van Tokio, de Hitotsubashi-universiteit, het Tokyo Institute of Technology, de Waseda-universiteit en de Keio-universiteit.
De belangrijkste nationale universiteiten in Tokio zijn:
- Ochanomizu-universiteit
- Denki-Tsūshin Daigaku (電気通信大学, Engels: University of Electro-Communications)
- Seisaku Kenkyū Daigakuin Daigaku (政策研究大学院大学, Engels: National Graduate Institute for Policy Studies)
- Universiteit van Tokio
- Tōkyō Ika Shika Daigaku (東京医科歯科大学, Engels: Tokyo Medical and Dental-universiteit)
- Tōkyō Gaikokugo Daigaku (東京外国語大学, Engels: Tokyo University of Foreign Studies)
- Tōkyō Kaiyō Daigaku (東京海洋大学,Engels: Tokyo University of Marine Science and Technology)
- Tōkyō Gakugei Daigaku ( 東京学芸大学, Engels: Tokyo Gakugei University)
- Tokyo University of the Arts
- Tōkyō Kōgyō Daigaku (東京工業大学, Engels: Tokyo Institute of Technology)
- Tōkyō Nōkō Daigaku (東京農工大学, Engels: Tokyo University of Agriculture and Technology )
- Hitotsubashi-universiteit.

Er is ook een niet-nationale publieke universiteit: de Tōkyō Toritsu Daigaku (東京都立大, Engels: Tokyo Metropolitan University ).
Er zijn echter ook enkele andere universiteiten waar lessen in het Engels worden gegeven:
- International Christian University (国際基督教大学, Kokusai Kirisutokyō Daigaku)
- Sophia-universiteit (上智大学, Jōchi daigaku)
- Waseda-universiteit
- Temple University Japan Campus

Kleuterscholen, basisscholen (graden 1 tot 6) en middenscholen (graden 7 tot 9) worden geleid door de speciale wijken of door de gemeenten. Het middelbare onderwijs wordt beheerd door de Raad voor Onderwijs van de metropool Tokio (東京都教育委員会, Tōkyō-to Kyōiku Iinkai).

## Cultuur

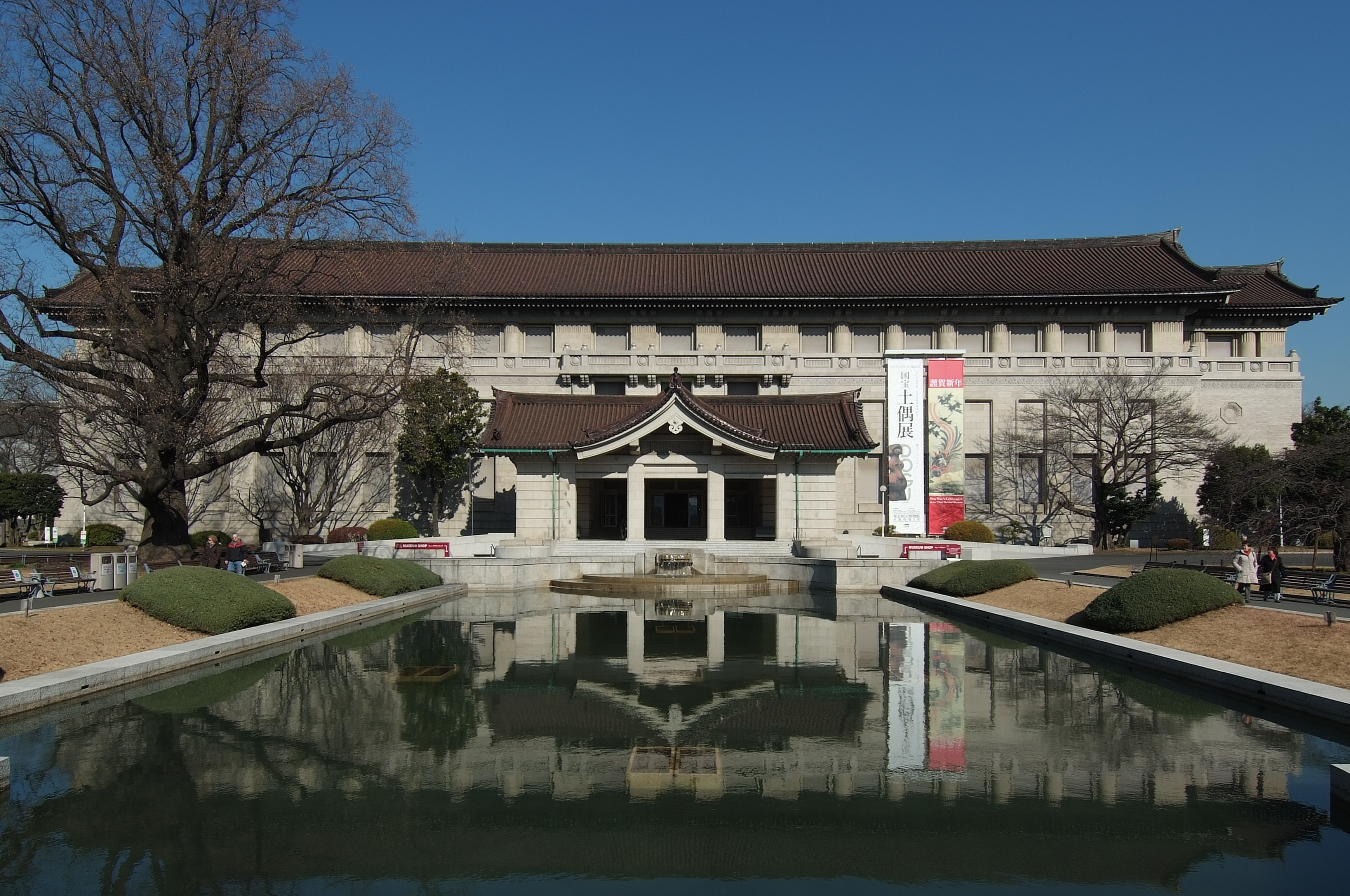
Nationale Museum van Tokio, Ueno

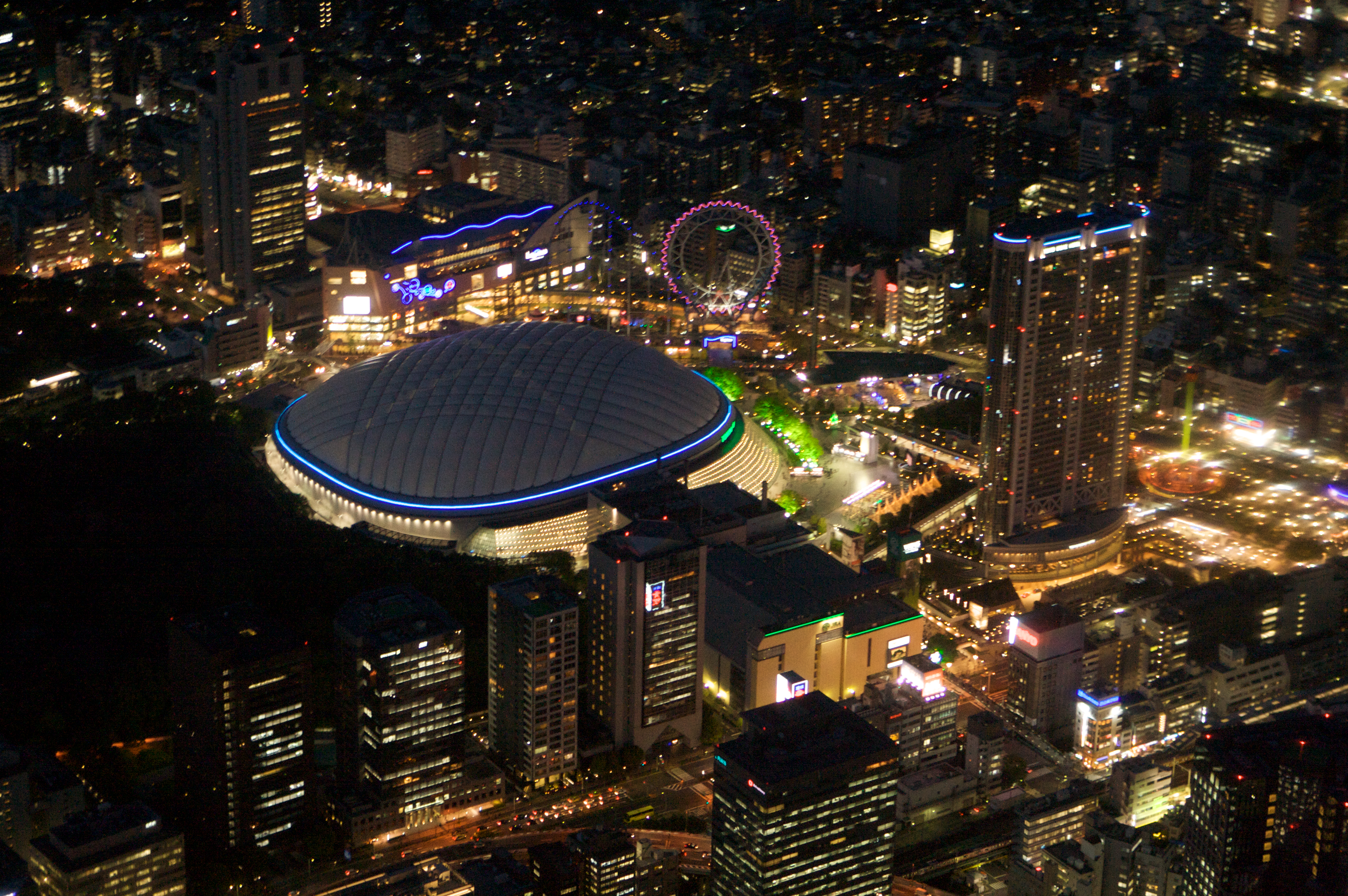
Tokyo Dome, het stadium van de Yomiuri Giants

Tokio heeft verschillende musea. In het Uenopark bevinden zich verscheiden nationale musea: Nationaal museum van Tokio, het grootste museum van Japan dat gespecialiseerd is in traditionele Japanse kunst; het Nationaal museum voor westerse kunst; en het Nationaal museum voor moderne kunst (東京国立近代美術館, Tōkyō Kokuritsu Kindai Bijutsukan), dat over een grote collectie moderne kunst beschikt naast ongeveer 40000 Japanse en buitenlandse films. Eveneens in het Uenopark bevinden zich het Nationale wetenschapsmuseum van Japan en de Ueno-Zoo (恩賜上野動物園, Onshi ueno dōbutsuen). Andere vermeldenswaardige musea in Tokio zijn het Nezu Museum in Minato, het Edo-Tokio Museum in Sumida en de Nationale parlementsbibliotheek (国立国会図書館, Kokuritsu Kokkai Toshokan).

## Sport
Er worden diverse sporten beoefend in Tokio. Er zijn twee professionele baseballteams, de Yomiuri Giants (Tokyo Dome) en de Yakult Swallows (Meiji-Jingu-stadion).
De Japanse sumobond heeft haar hoofdkwartier in Tokio in de Ryogoku Kokugikan-arena waar jaarlijks drie sumotoernooien worden gehouden (in januari, mei en september). Tokio heeft twee voetbalclubs met name FC Tokyo (J-League 1) en Tokyo Verdy (J-League 2). Beide spelen hun wedstrijden in het Ajinomotostadion in Chofu.
De Olympische Zomerspelen van 1964 werden in Tokio gehouden. In het Olympisch Stadion worden verschillende internationale sportwedstrijden georganiseerd. Tokio was een van de steden die zich kandidaat gesteld hadden voor de Olympische Zomerspelen van 2016, maar het verloor in de stemming van Rio de Janeiro. Later won de stad wel het recht de Olympische Zomerspelen van 2020 te organiseren. Daarvoor werd een nieuw Nieuw Olympisch Stadion gebouwd op de locatie van het vorige gelijknamige stadion.
Tokio organiseerde in 1991 het WK atletiek in het vorige Olympisch Stadion.

## Stadsgezicht
Het uitzicht van Tokio werd in grote mate bepaald door zijn geschiedenis. In de eerste helft van de 20e eeuw is de metropool tot twee keer toe in een ruïne veranderd. De eerste keer in 1923 ten gevolge van de Kanto-aardbeving en later ten gevolge van de bombardementen tijdens de Tweede Wereldoorlog. Hierdoor is het stadsgezicht van Tokio heel modern en eigentijds en zijn oudere gebouwen zeldzaam.
De schoonheid van Tokio ligt in de contrasten en de combinatie van ultramoderniteit, terwijl het op veel plekken de sfeer van traditioneel Japan behoudt. Het is een stad waar neonverlichte wolkenkrabbers en animewinkels naast eeuwenoude tempels en tuinen bestaan.
Tokio heeft veel toeristische trekpleisters, van heiligdommen en kunstgalerijen tot tuinen en winkelgebieden.
Hier is een onvolledige lijst van bezienswaardigheden:
- Akihabara
- Yanaka District
- Kagurazaka
- Kiyosumi Tuinen
- Tsukiji Vismarkt’s buitenmarkt
- Sakebrouwerijen in Tokio
- Roppongi: Kunstgalerijen en nachtleven
- Odaiba
- TeamLab Borderless Digital Museum
- Ghibli Museum
- Kappabashi Keukenstad
- Shimokitazawa
- Sumida rivierboottochten
- Nakano Broadway
- Hama-Rikyu Tuinen
- Ueno Park
- Thema Cafés
- Edo-Tokyo Openlucht architectuurmuseum
- Harajuku
- Daikanyama[21]

In Tokio vindt men verschillende parken en tuinen, zoals:
- Uenopark
- Yoyogipark
- Hibiyapark
- Inokashirapark
- Shibapark

### Nationale parken
Er bevinden zich verschillende nationale parken in Tokio:
- Het quasi-nationale park Meiji no Mori Takao, 明治の森高尾国定公園, Meiji no Mori Takao Kokutei Kōen, rondom de berg Takao ten zuiden van Hachiōji
- Het nationale park van de Ogasawara-eilanden.
- Het Uenopark staat bekend om zijn musea. In het park bevinden zich het Nationale Museum van Tokio, het Nationale wetenschapsmuseum van Japan, het Museum Shitamachi en het Nationale Museum voor westerse kunst en er bevinden zich verschillende kunstwerken en standbeelden.

## Stedenbanden
Tokio heeft een partnerschap met volgende steden en deelstaten:
Steden:
- Berlijn (Duitsland), sinds 14 mei 1994
- Caïro (Egypte), sinds 23 oktober 1990
- Jakarta (Indonesië), sinds 23 oktober 1989
- Moskou (Rusland), sinds 16 juli 1991
- New York (Verenigde Staten), sinds 29 februari 1960
- Parijs (Frankrijk), sinds 14 juli 1982
- Peking (China), sinds 14 maart 1979
- Rome (Italië), sinds 5 juli 1996
- Seoel (Zuid-Korea), sinds 3 september 1988
- Londen (Verenigd Koninkrijk), sinds 14 oktober 2015
- Brussels Hoofdstedelijk Gewest (België), sinds 11 oktober 2016

Deelstaten:
- New South Wales (Australië), sinds 9 mei 1984
- São Paulo (Brazilië), sinds 13 juni 1990

## Video
- Shibuya